# Irish River
Irish River (né le 2 avril 1976 et mort le 25 avril 2004) est un cheval de course français de race pur-sang anglais. 

## Carrière de courses
Ce poulain précoce, entraîné par John Cunnington et monté par Maurice Philipperon pour les couleurs de son éleveur Raymond Adès, débute au mois de juin de ses 2 ans à Évry. D'emblée Irish River s'impose brillamment dans son maiden, et double la mise moins de trois semaines plus tard dans le Prix du Bois (Gr.3). Le voilà qui se présente en favori du Prix Robert Papin, labellisé groupe 1 à l'époque, mais il se manque et termine au pied du podium tandis que s'impose l'excellente pouliche Pitasia, promise à une belle carrière. Mais il ne s'agit que d'un accroc. Car ensuite Irish River se montre irrésistible et clairement au-dessus de ses contemporains. Il commence par prendre sa revanche sur Pitasia dans le Prix Morny, puis enchaîne avec le Prix de la Salamandre et le Grand Critérium. Autrement dit, il a gagné trois des quatre groupe 1 français réservés aux 2 ans. 
Mais un 2 ans hors du commun ne devient pas forcément un 3 ans d'exception. Irish River doit donc prouver qu'il est davantage qu'un phénomène de précocité, et cela commence pour lui en avril, dans le Prix de Fontainebleau, une préparatoire à la Poule d'Essai des Poulains. Irish River gagne facilement et on ne lui voit pas d'adversaire à sa mesure, d'ailleurs il n'y en a presque pas : seuls trois poulains osent l'affronter et il ne peuvent contester sa supériorité. Que faire ensuite, avec un tel poulain ? Attendre l'été et les joutes intergénérationnelles sur le mile ? Ou tenter de monter en distance et, pourquoi pas, viser le Prix du Jockey Club, voire le Derby d'Epsom ? Le Prix Lupin, sur 2 100 mètres, fait office de test. Et la réponse est sans appel : Irish River court bien mais ne peut faire mieux que troisième d'une course remportée par Top Ville, un cheval de tenue. Conclusion, Irish River est un miler et ne tentera plus de voyager au-delà des 2 000 mètres. Pourtant, sa victoire par cinq longueurs face aux chevaux d'âge dans le Prix d'Ispahan sur un parcours de 1 850 mètres qui semble a priori le bout du monde pour lui, peut laisser songeur : peut-être avait-il plus de tenue qu'on le croyait... Mais le poulain revient sur le mile et continue d'empiler les victoires. Il doit lutter avec un autre 3 ans, Bellypha, dans le Prix Jacques Le Marois, mais les autres concurrents sont à la dérive loin derrière. À l'automne, il s'adjuge le Prix du Moulin de Longchamp et, n'ayant plus rien à prouver, nanti d'un palmarès exceptionnel où figurent pas moins de sept groupe 1, il se retire sur ce succès. On pourra toutefois lui reprocher, mais pas moins qu'à lui, de n'avoir jamais affronter l'incontestable champion anglais du mile, Kris, que les Britanniques de Timeform (affaire d'impression, et peut-être un peu de chauvinisme) lui préfèrent nettement si l'on en croit le rating qu'ils lui attribuent, 135 contre 131 pour le poulain français. Les handicapeurs de la FIAH, eux, ne tranchent pas : Kris et Irish River sont tous deux classés cinquième derrière un quatuor composé de Three Troikas, Troy, Le Marmot et Top Ville, qui évoluent tous sur la distance classique, ce qui fait d'eux les meilleurs milers d'Europe en 1979, à égalité. 

### Résumé de carrière
| Date         | Hippodrome       | Pays        | Course                      | Statut      | Distance    | Jockey         | Place       | Écart       | Vainqueur ou deuxième |
| 1978, 2 ans  | 1978, 2 ans      | 1978, 2 ans | 1978, 2 ans                 | 1978, 2 ans | 1978, 2 ans | 1978, 2 ans    | 1978, 2 ans | 1978, 2 ans | 1978, 2 ans           |
| ------------ | ---------------- | ----------- | --------------------------- | ----------- | ----------- | -------------- | ----------- | ----------- | --------------------- |
| 8 juin       | Evry             | France      |                             |             | 1 100 m     | M. Philipperon | 1er         |             |                       |
| 24 juin      | Longchamp        | France      | Prix du Bois                | Gr. 3       | 1 000 m     | M. Philipperon | 1er / 7     |             |                       |
| 30 juillet   | Maisons-Laffitte | France      | Prix Robert Papin           | Gr. 1       | 1 100 m     | M. Philipperon | 4e / 8      | 2 ¼         | Pitasia               |
| 20 août      | Deauville        | France      | Prix Morny                  | Gr. 1       | 1 200 m     | M. Philipperon | 1er / 11    | 1           | Pitasia               |
| 10 septembre | Longchamp        | France      | Prix de la Salamandre       | Gr. 1       | 1 400 m     | M. Philipperon | 1er / 6     | 1           | Boitron               |
| 8 octobre    | Longchamp        | France      | Grand Critérium             | Gr. 1       | 1 600 m     | M. Philipperon | 1er / 12    | 2 ½         | Inshallah             |
| 1979, 3 ans  |                  |             |                             |             |             |                |             |             |                       |
| 1er avril    | Longchamp        | France      | Prix de Fontainebleau       | Gr. 3       | 1 600 m     | M. Philipperon | 1er / 5     | 2 ½         | Nadjar                |
| 22r avril    | Longchamp        | France      | Poule d'Essai des Poulains  | Gr. 1       | 1 600 m     | M. Philipperon | 1er / 4     | 1 ½         | Sharpman              |
| 13 mai       | Longchamp        | France      | Prix Lupin                  | Gr. 1       | 2 100 m     | M. Philipperon | 3e / 9      | 1 ¾         | Top Ville             |
| 24 juin      | Longchamp        | France      | Prix d'Ispahan              | Gr. 1       | 1 600 m     | M. Philipperon | 1er / 8     | 5           | Strong Gale           |
| 12 août      | Deauville        | France      | Prix Jacques Le Marois      | Gr. 1       | 1 600 m     | M. Philipperon | 1er / 8     | encolure    | Bellypha              |
| 30 septembre | Longchamp        | France      | Prix du Moulin de Longchamp | Gr. 1       | 1 600 m     | M. Philipperon | 1er / 8     | 1/2         | Lyphard's Wish        |

## Au haras
À l'issue de sa brillante carrière et après une année de monte au Haras d'Étreham en Normandie, Irish River est acquis par le grand haras américain Gainesway Farm, où il retrouve son père Riverman, lui aussi exporté. Il y réalise toute sa carrière d'étalon, monnayant ses services à $ 35 000 jusqu'à sa mise en retraite en 2001 alors que sa fertilité décroît. On lui doit 44 vainqueurs de groupe, dont neuf au niveau groupe 1, parmi lesquels (avec le père de mère entre parenthèses) :   
- Hatoof (Lyphard) : 1000 Guinées, Champion Stakes, E.P. Taylor Stakes, Beverly D. Stakes. Jument d'âge de l'année sur le gazon aux États-Unis (1994)
- Paradise Creek (Northfields) : Arlington Million, Washington, D.C. International Stakes. Cheval d'âge de l'année sur le gazon aux États-Unis (1994)
- Brief Truce (Northern Dancer) : St. James's Palace Stakes
- Exit to Nowhere (Halo et Coup de Folie) : Prix Jacques Le Marois
- Natalie Too (Little Current) : 3 ans de l'année au Pérou (1997)

La lignée mâle de Irish River (et, partant, celle de Riverman) a toutefois périclité, aucun de ses fils n'ayant pleinement réussi à tracer au haras. En revanche, et toujours comme son père, il est présent via ses filles, se révélant un excellent père de mères. Parmi elles, citons : 
- Albertine, mère de : 
  - Arcangues (Sagace) : Breeders' Cup Classic)
  - Agathe (Manila) : 2e Poule d'Essai des Pouliches, 3e Prix de Diane, mère de : 
    - Aquarelliste (Danehill) : Prix de Diane, Prix Vermeille, Prix Ganay, 2e Prix de l'Arc de Triomphe

  - Afrique Blue Azur (Sagace), mère de :
    - Cape Verdi (Caerleon) : 1000 Guinées

- Or Vision, mère de :
  - Saffron Walden (Sadler's Wells) : Irish 2000 Guineas
  - Dolphin Street (Bluebird) : Prix de la Forêt
  - Insight (Sadler's Wells) : Prix de l'Opéra, 3e Prix de Diane
- River Dancer, mère de
  - Spectrum : 2000 Guineas
  - Ballet Shoes (Ela-Mana-Mou), mère de 
    - Petrushka (Unfuwain) : Irish Oaks, Yorkshire Oaks, Prix de l'Opéra

  - Well Head (Sadler's Wells), mère de :
    - Conduit (Dalakhani) : Breeders' Cup Turf (x2), King George VI & Queen Elizabeth Stakes, St Leger
- Paradise River, mère de : 
  - David Junior (Pleasant Tap) : Eclipse Stakes, Champion Stakes, Dubai Duty Free
- Ballinderry, mère de :
  - Sanglamore (Sharpen Up) : Prix du Jockey-Club
- Brigid, mère de :
  - Listen (Sadler's Wells) : Fillies' Mile, mère de :
    - Satono Lux (Deep Impact) : 2e Kikuka Sho

  - Sequoyah (Sadler's Wells) : Moyglare Stud Stakes. Mère de : 
    - Henrythenavigator (Kingmambo) : 2000 Guineas, Irish 2000 Guineas, St. James's Palace Stakes, Sussex Stakes, 2e Breeders' Cup Clasic.
    - Queen Cleopatra (Kingmambo) : 3e 1000 Guinées, Prix de Diane
- My Potters, mère de :
  - Winona (Alzao) : Irish Oaks

Irish River s'est éteint le 25 avril 2004, à 28 ans, d'une crise cardiaque dans son paddock.

## Origines
Irish River est, avec la grande Triptych, le meilleur produit de Riverman (Poule d'Essai des Poulains, Prix Jean Prat, Prix d'Ispahan), grand étalon qui a donné aussi deux lauréates de l'Arc de Triomphe, Gold River et Detroit (elle-même autrice d'un Arc-Winner, Carnegie) et qui fut aussi un remarquable père de mères (Makybe Diva, Spinning World, Six Perfections...). Sa famille maternelle, bien qu'issue de courants de sang désuets de nos jours, est solide avec des chevaux de groupe en ascendance et en descendance. Sa mère Irish Star est la propre sœur de Kaliopi, une lauréate du Prix Pénélope, et a produit également Star River (elle aussi par Riverman), deuxième mère de Sarafan, lauréat du Eddie Read Handicap (Gr.1), Irish Song (par Dapper Dan), mère de Duke of Silver (Prix du Rond-Point, Gr.3) ou encore Liska (par Lyphard), deuxième mère de Cardmania (par Cox's Ridge), vainqueur du Breeders' Cup Sprint. On notera enfin que Irish River est inbred sur deux grands étalons, 5x4 sur Djebel et 5x5 sur Sir Gallahad III.

### Pedigree
| Origines de Irish River (FR), mâle alezan né en 1976 | Origines de Irish River (FR), mâle alezan né en 1976 | Origines de Irish River (FR), mâle alezan né en 1976 | Origines de Irish River (FR), mâle alezan né en 1976 |
| ---------------------------------------------------- | ---------------------------------------------------- | ---------------------------------------------------- | ---------------------------------------------------- |
| Père Riverman                                        | Never Bend                                           | Nasrullah                                            | Nearco                                               |
| Père Riverman                                        | Never Bend                                           | Nasrullah                                            | Mumtaz Begum                                         |
| Père Riverman                                        | Never Bend                                           | Lalun                                                | Djeddah                                              |
| Père Riverman                                        | Never Bend                                           | Lalun                                                | Be Faithful                                          |
| Père Riverman                                        | River Lady                                           | Prince John                                          | Princequillo                                         |
| Père Riverman                                        | River Lady                                           | Prince John                                          | Not Afraid                                           |
| Père Riverman                                        | River Lady                                           | Nile Lily                                            | Roman                                                |
| Père Riverman                                        | River Lady                                           | Nile Lily                                            | Azalea                                               |
| Mère Irish Star                                      | Klairon                                              | Clarion                                              | Djebel                                               |
| Mère Irish Star                                      | Klairon                                              | Clarion                                              | Columba                                              |
| Mère Irish Star                                      | Klairon                                              | Kalmia                                               | Kantar                                               |
| Mère Irish Star                                      | Klairon                                              | Kalmia                                               | Sweet Lavender                                       |
| Mère Irish Star                                      | Botany Bay                                           | East Side                                            | Orwell                                               |
| Mère Irish Star                                      | Botany Bay                                           | East Side                                            | Vlasta                                               |
| Mère Irish Star                                      | Botany Bay                                           | Black Brook                                          | Black Devil                                          |
| Mère Irish Star                                      | Botany Bay                                           | Black Brook                                          | Source Sucrée (famille 1-w)                          |